# 硫酸鉻
硫酸铬（英語：Chromium(III) sulfate）是一种无机化合物，化学式为Cr2(SO4)3。硫酸铬水合物經常會以[Cr(H2O)6]3+的錯離子形式存在，其外觀呈現紫色，水溶液加熱轉為綠色。硫酸铬被廣泛用於鞣制皮革，以及鉻明礬的製備上。

## 水合物轉換
加熱硫酸铬，導致部分脫水，會得到綠色的水合物（CAS#15244-38-9） 和最終的無水衍生物（CAS#10101-53-8）。

## 制備
硫酸鉻是從鉻鹽與二氧化硫進行還原，但仍存在其它方法。硫酸鉻的水合物可以透過三價鉻的氧化物，如三氧化二鉻與硫酸反應而制得。
Cr2O3 + 3 H2SO4 → Cr2(SO4)3 + 3 H2O
亦可以用重鉻酸鹽的還原反應來制備硫酸鉻，最常見的方式是由重鉻酸鉀和硫化氫反應生成硫酸鉻，副物是硫酸鉀和水：
4 K2Cr2O7 + 13 H2SO4 +3 H2S → 4 Cr2(SO4)3 + 4 K2SO4 + 16 H2O
也可以用乙醇來代替硫化氫，不同點在於，除了生成硫酸鉻和硫酸鉀之外，還會產生乙酸跟水。
2 K2Cr2O7 + 8 H2SO4 + 3 C2H5OH → 2 Cr2(SO4)3 + 2 K2SO4 + 3 CH3COOH + 11 H2O
然而，關於以上反應，得到的硫酸鉻都有包含結晶水（即水合硫酸鉻）。欲去除結晶水，可利用在280℃下的CO2流來進行脫水的動作。

## 工業製品
一般工業製的硫酸铬多為硫酸铬与硫酸钠的混合物，通式为Cr(OH)m(SO4)n·2xH2O，即鹼式硫酸鉻。

## 性質

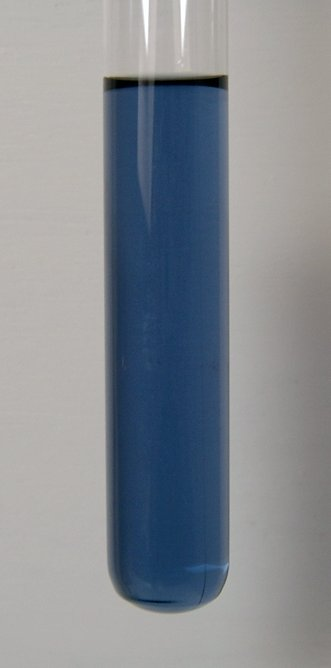
水合硫酸鉻水溶液

無水的硫酸鉻是六方晶系晶體，外觀為棕紅色結晶，五水合物的外觀為深綠色，另外。十二水合物和十八水合物皆為紫色。
無水的硫酸鉻難溶於水，但有結晶水的硫酸鉻就具有可溶性，因其可與水形成藍色至藍紫色的配合物，加熱可轉變為綠色的錯合物
五水合物的硫酸鉻晶體結構為三斜晶系，與五水合硫酸銅的晶體結構相同。

## 用途
硫酸鉻可以作為鞣制皮革或紡織的媒染劑。它也可以用來作為其他鉻化合物的原料，如三氧化铬。